# Gun (álbum)
Gun  también conocido el álbum simplemente como The Gun es el primer álbum de estudio y álbum debut de la banda británica de rock: The Gun. Fue lanzado en 1968.
El álbum aunque fue lanzado en 1968 inicialmente por la discográfica estadounidense: CBS Records y tuvo lanzamientos oficiales como álbum de estudio, las remasterizaciones del álbum se hicieron en 1969, aunque el álbum ha pasado a través de muchas remasterizaciones y reediciones, la última existente es la del 2020 realizado por la discográfica neerlandesa: Music on Vinyl.
El álbum a pesar de nunca haber tenido un éxito comercial y ser un álbum infravalorado, en la actualidad se le considera como un álbum de culto y que es buscado igual por los seguidores de culto, También muchos críticos han dicho que es considerada la portada como una de las mejores del rock.
El álbum ha sido de gran influencia de muchos músicos y grupos, Judas Priest, Girlschool, The Moody Blues, Deep Purple, Pink Floyd, Yes, Black Oak Arkansas, entre muchos otros. mencionaron su influencia hacia el álbum de The Gun, incluso realizandole covers.

## Sonido
El sonido se le cataloga de sonido vanguardista y artístico pero también con un sonido de estilo salvaje, ya que predomina en muchos estilos como el hard rock, blues-rock, heavy metal, rock progresivo, rock psicodélico, art rock, boogie rock y con algunas influencias del rock sinfónico.

## Lista de canciones
Todas las canciones escritas y compuestas por Paul Gurvitz. 
| Gun   |                                       |          |  |
| N.º   | Título                                | Duración |  |
| 1.    | «Race With the Devil»                 | 03:40    |  |
| 2.    | «The Sad Saga of the Boy and the Bee» | 04:14    |  |
| 3.    | «Rupert's Travels»                    | 02:30    |  |
| 4.    | «Yellow Cab Man»                      | 04:50    |  |
| 5.    | «It Won't Be Long (Heartbeat)»        | 04:30    |  |
| 6.    | «Sunshine»                            | 03:30    |  |
| 7.    | «Rat Race»                            | 06:30    |  |
| 8.    | «Take Off»                            | 12:30    |  |
| 42:14 |                                       |          |  |

En algunas ediciones después de 1989, se encuentran los siguientes sencillos extra:
- Drives You Mad - 02:39
- Don't Look Back - 03:05
- Runnin' Wild - 02:48

Los siguientes sencillos en algunas ediciones después de 2000, se encuentran los siguientes sencillos extra:
- Race With the Devil (Single Version) - 03:37
- Sunshine (Single Version) - 03:58
- Rupert's Travels (Single Version) - 02:10

## Personal
Todos los sencillos están compuestos por el vocalista Paul Curtis, y toda la música compuesta por el grupo durante la realización el álbum.
- Paul Gurvitz - vocal, bajo, arreglista, compositor
- Adrian Gurvitz - guitarra
- Louie Farrell - batería

### Personal adicional
- W. Roger Dean - diseño de portada
- Keith Roberts - dirección musical
- Mike FitzHenry - ingeniero de sonido
- John Goodison - producción musical